# 四逆散
四逆散（しぎゃくさん）とは、漢方方剤の一つ。出典は「傷寒論」で、日本で江戸時代に当代随一の臨床家と謳われた和田東郭により、心身症等の疾患に特に有効であることを見いだされ、以降現代に至るまで漢方薬の代表的な処方として定着した。四逆湯と名前が似ているので、混同されやすいが全く違う漢方薬である。

## 概要
和田東郭は、「四逆散 希代の霊方なり。常に用いてその効の凡ならざるを知るべし」と述べており、神経の高ぶりや不安を抑制し、胃腸症状を改善する処方として知られる。寒性の生薬の芍薬と柴胡の組み合わせに妙があり、ストレスや緊張などによる痙攣などを除去する効果と、枳実により滞った気の流れを強く洗い流す効果があるとされる。処方構成としては、柴胡・芍薬・枳実・甘草の4味で、気滞に起因する熱感のクールダウンおよび「肝」の機能改善（補血・柔肝）。

## 適応症
体力は中等度以上で、胸腹部に重苦しさがあり、ときに不安、不眠などを有する心身症状。ストレスによる心身症状とストレスによる神経性胃炎、胃酸過多、過敏性腸症候群、胃潰瘍、胆のう炎、胆石症、気管支炎、神経質、不眠症、てんかん、狭心症などに用いる。

### 保険適用エキス剤の効能・効果
胆のう炎、胆石症、胃炎、胃酸過多、胃潰瘍、気管支炎

## 組成・処方量
柴胡（さいこ）5.0、枳実（きじつ）2.0、芍薬（しゃくやく）4.0、甘草（かんぞう）1.5

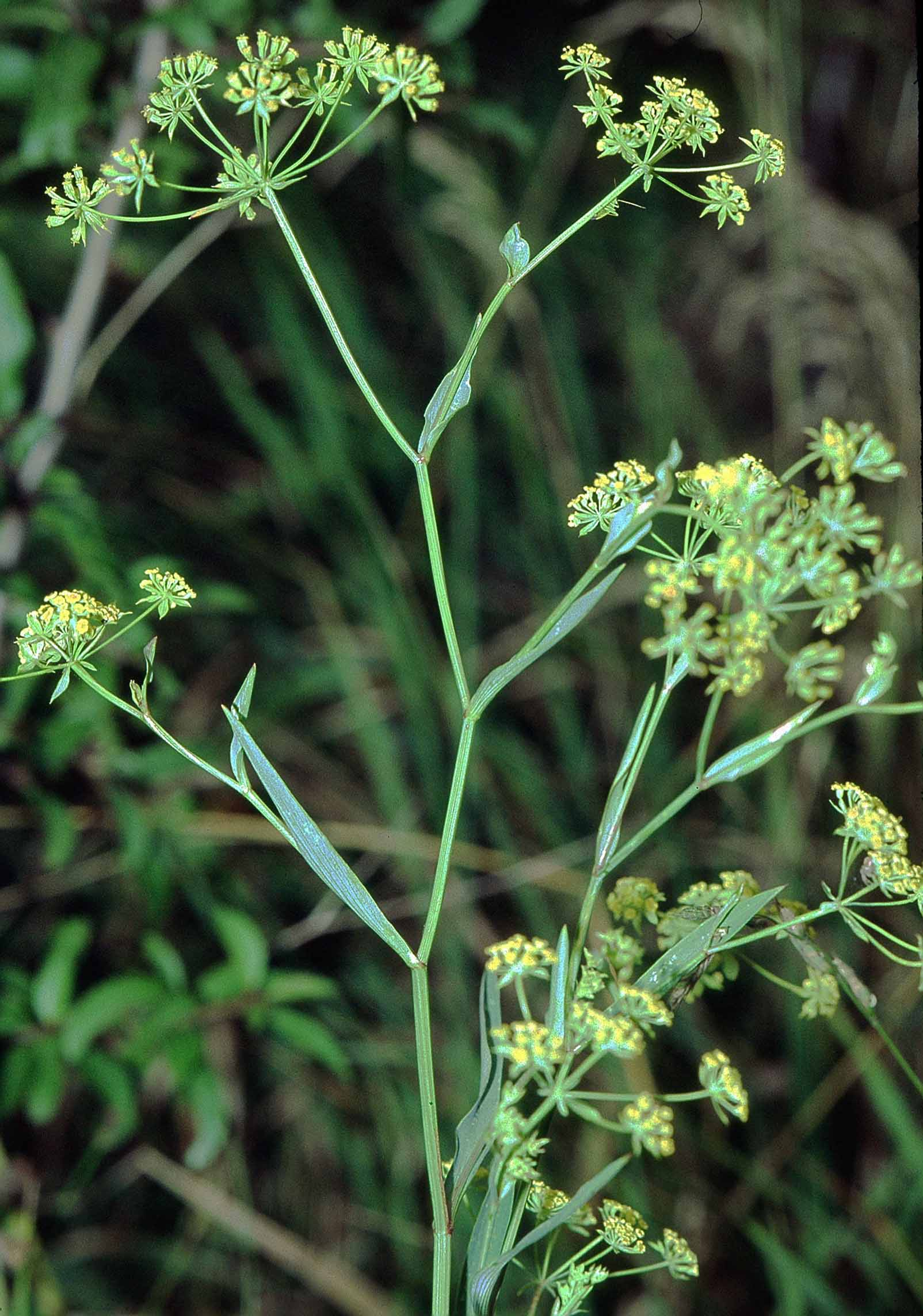
柴胡（さいこ）
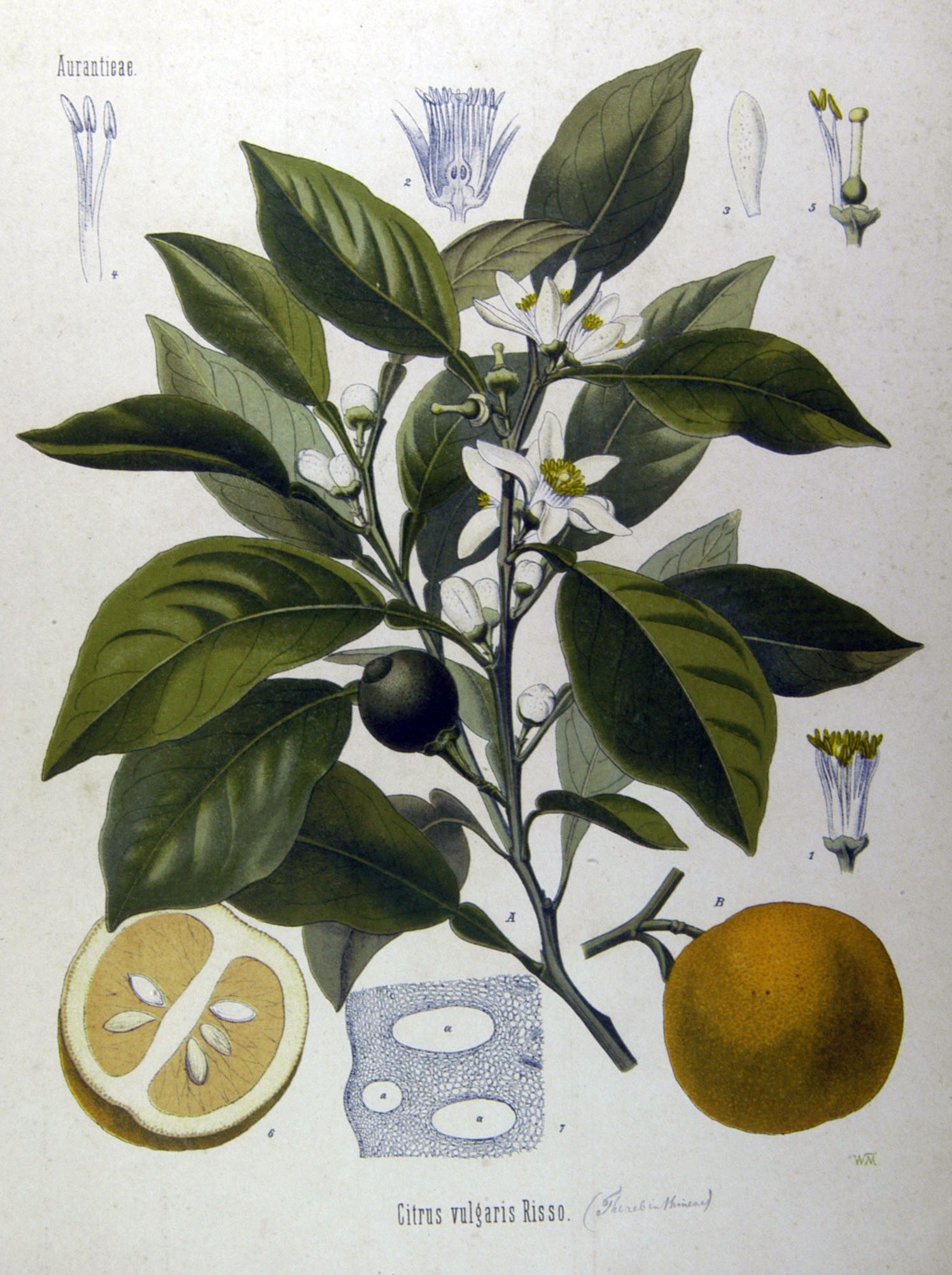
枳実（きじつ）は「ダイダイ」（写真）「ナツミカン」の幼果から作る。
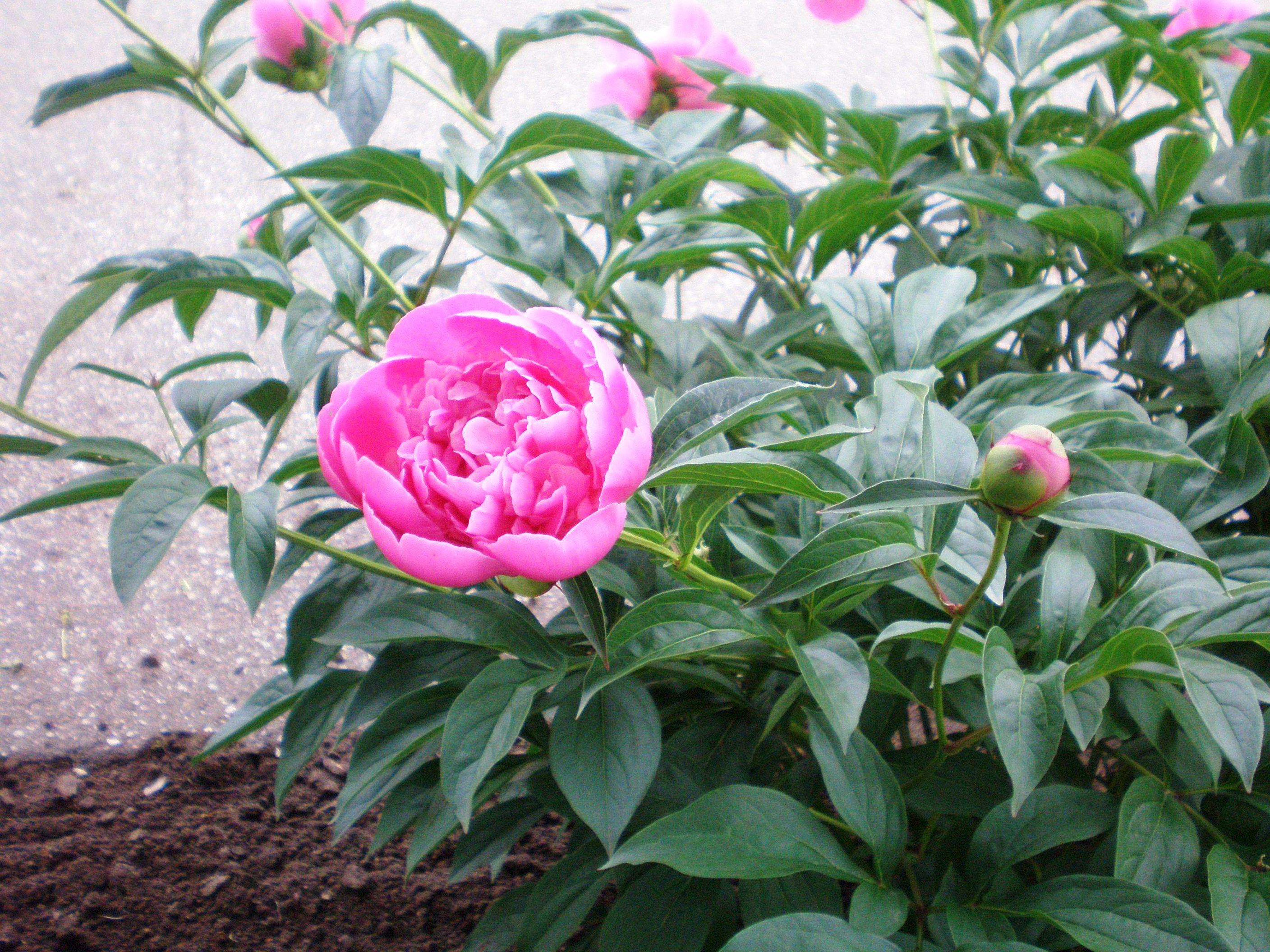
芍薬（しゃくやく）
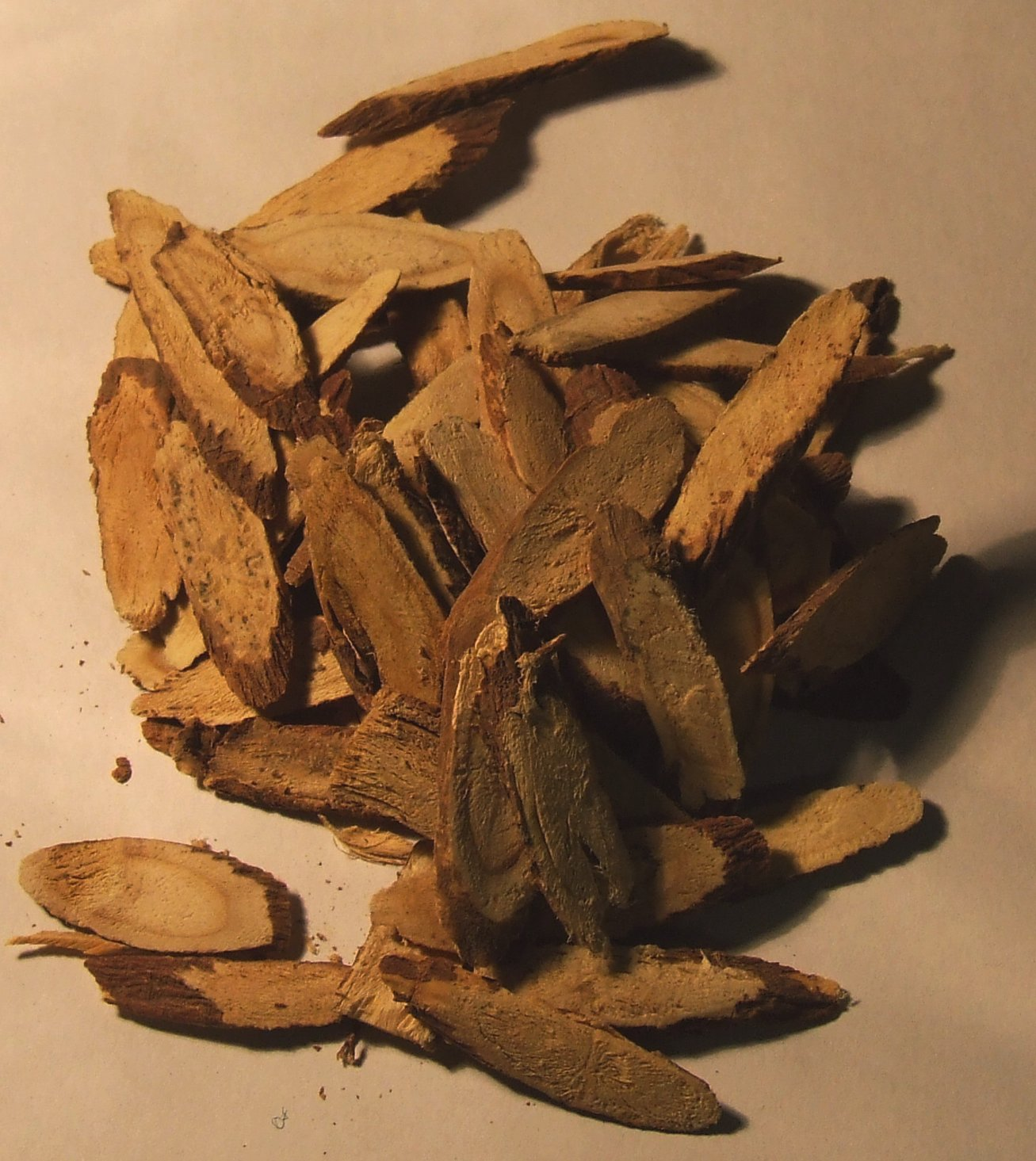
甘草（かんぞう）

### 方解
体力が割合にあり、水おちから両脇にかけて圧迫感があり、足や手が冷えて、気が重く、腹痛がある場合に用いる。胃炎、腹痛、胆石、神経症、気管支炎などに応用する。大柴胡湯と小柴胡湯の中間の状態に用いる。

### 症
- みぞおちの圧迫感。
- 四肢が冷たい。
- 腹痛。
- 動悸。
- 抑うつ性の神経症状。
- 咳嗽。

### 腹
季肋部・みぞおちの抵抗圧痛、上腹部腹直筋の顕著な引き攣れ。

## その他
大柴胡湯と小柴胡湯の中間にあるような状態に用いる。便秘、嘔吐などの症状がなく、急迫性のみぞおち痛が強いことを目標に用いる。